# Église Saint-Jean-Baptiste de Tourcoing
Pour les articles homonymes, voir Église Saint-Jean-Baptiste.
L'église Saint-Jean-Baptiste est une église désaffectée de Tourcoing dans le Nord-Pas-de-Calais située rue du Touquet, près de la gare de Tourcoing, dans le quartier du Virolois. Elle de style néo-roman.

## Histoire
Cette ancienne église catholique dédiée à Jean le Baptiste a été construite par l'architecte Jean-Baptiste Maillard  en 1908 pour desservir le quartier de la gare. Cette église imposante est à nef unique avec jusqu'à sa fermeture un petit clocher en façade au-dessus du pignon. Le portail d'entrée est surmonté à l'époque d'une fresque en mosaïques représentant un calice surmonté d'une hostie à croix pattée dorée avec en fond l'inscription Venite adoremus sur décor bleu et vert à croisillons rouges. L'intérieur est caractérisé par ses voûtes néo-romanes, deux petites chapelles latérales (faisant comme une ébauche de transept) et sa grande tribune au-dessus de la contre-façade. Le décor présentait sur les murs des statues de saints dans des niches à fronton classique, comme le dais du maître-autel, un grand orgue et une chaire de bois massive dans le style troubadour avec abat-voix posé sur quatre colonnes, le tout finement sculpté. La ville de Tourcoing passait au début du XXe siècle pour la ville à la pratique religieuse la plus importante du diocèse de Lille, l'église possédait une chorale masculine réputée jusque dans les années 1970.
À cause de la baisse de la pratique religieuse et par manque d'entretien (fissures non réparées), cette église de briques de 850 m2 est fermée en 1997 par arrêté municipal et désaffectée en 1999 par Mgr Defois. Elle est vendue avec ses 2500 m2 de terrain par le diocèse à une société qui la transforme en entrepôt et en atelier de préfabrication de pièces de béton et de briques. Tout son mobilier et ses objets liturgiques sont vendus à un antiquaire, sauf l'orgue, transféré à Kiel, la chaire et un autel de bois donnés à d'autres lieux de culte. L'église échappe à la démolition en étant vendue dix ans plus tard à une société immobilière qui décide de la partager en douze lofts d'habitation haut-de-gamme de 65 à 85 m2. Le programme est lancé en 2010. Le petit clocher est déposé en l'an 2000.